# Ramos de Balábac
Ramos es un barrio rural  del municipio filipino de tercera categoría de Balábac perteneciente a la provincia  de Paragua en Mimaro,  Región IV-B.
En 2007 Ramos contaba con 7.083 residentes.

## Geografía
El municipio insular de Balábac se encuentra situado en el extremo meridional de la provincia. Lo forman la isla de Balábac y otras menores: Pandanán, Bugsuk, Bancalaán, Ramos y de Mangsi
Linda al norte con la isla de  La Paragua, considerada continental;  al sur con el estrecho de Balábac que nos separa de  las islas de Balambangan y de Banguey (Banggi), adyacentes a la de Borneo y  pertenecientes al estado de Sabah en Malasia;  al este con Mar de Joló; y a poniente con el Mar del Oeste de Filipinas.
Este barrio, insular, comprende la isla del mismo nombre y el islote de Secam situado al norte. Se sitúa al norte de la isla de   Balábac  y al sur del grupo de islas que forman el barrio de Bancalaán:  isla del mismo nombre, la de Manlangule y los islotes  de Gabung, de Malinsono (Paradise Island) y de Byan.
La isla linda al norte con el canal de Bate que la separa del islote de Secam.
al sur con la bahía de Candaramán, donde se encuentra los islotes de Sanz y de Albay,   que la separa del barrio continetal de Salang en isla de Balábac;
al este con el estrecho del Norte de Balábac;
y al oeste con la mar, ensenadas de Puerto Ciego y de Ramos.

### Demografía
El barrio  de Ramos contaba  en mayo de 2010 con una población de 1.963 habitantes siendo el más poblado del municipio.
Comprende los sitios de Ramos y de Bogbog.

## Historia
Balábac formaba parte de la provincia española de  Calamianes, una de las 35 del archipiélago Filipino, en la parte llamada de Visayas. Pertenecía a la audiencia territorial  y Capitanía General de Filipinas, y en lo espiritual a la diócesis de Cebú.
De la provincia de Calamianes se segrega la Comandancia Militar del Príncipe, con su capital en Príncipe Alfonso, en honor del que luego sería el rey Alfonso XII, nacido en 1857.